# Microsculpture gothique en buis

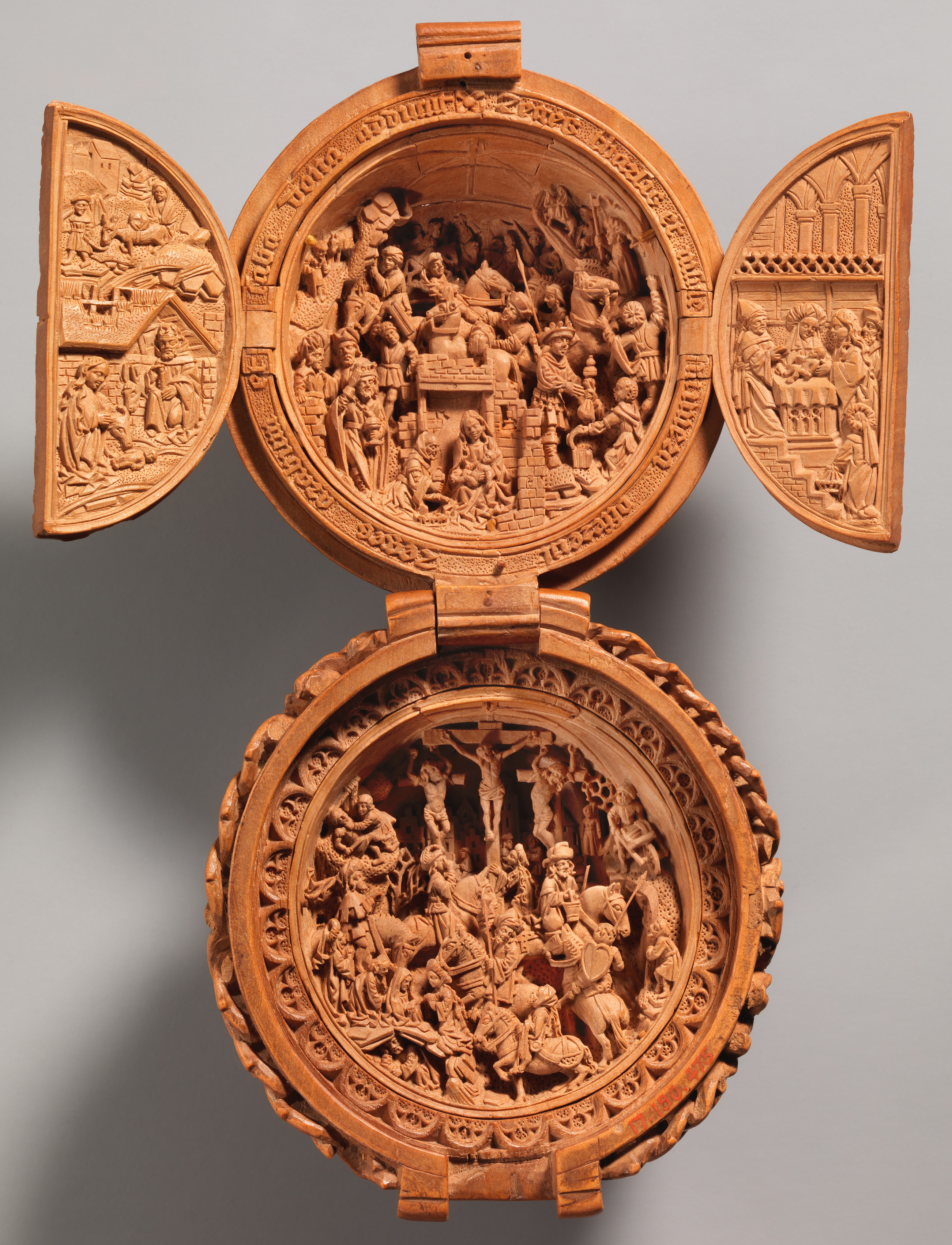
Grain de chapelet représentant l'Adoration des mages et la Crucifixion, vers 1500-1510. Dimension (ouvert) : 11,2 cm. Metropolitan Museum of Art, New York.

Les microsculptures gothiques en buis sont des sculptures mesurant entre 3 et 20 cm, de sujets d'inspiration chrétienne. Elles ont été réalisées dans les anciens Pays-Bas, aux XVe et XVIe siècles, à la fin de la période gothique, durant la Renaissance nordique. Elles représentent des scènes de la Bible telles que la crucifixion, ou le paradis et l'enfer, et la décoration des dômes évoque l'architecture des églises gothiques.  
Moins de 150 microsculptures existent encore aujourd'hui, principalement sous la forme d'objets de dévotion, tels que des grains de chapelet, des retables et des mémentos mori (crânes, cercueils, ...). Elles sont constituées de multiples éléments sculptés indépendamment puis assemblés pour former l'objet final.  
Ces sculptures semblent avoir rempli à l'origine trois fonctions principales : objet de dévotion privée, signe extérieur de piété et de richesse, ou pièce de collection. 
Le bois utilisé est le buis, dont la densité permet de faire apparaître de nombreux détails minuscules.

## Étude
Les objets de cette taille sont difficiles à observer à l'œil nu, et la qualité des sculptures et la finesse des détails n'est pas facilement appréciable. La difficulté à reproduire ces pièces dans un format plus accessible contribue au nombre relativement faible d'études menées sur ces œuvres. La photographie est insuffisante pour les étudier correctement, et seule la modélisation en 3D via micro tomographie à rayons X permet d'appréhender ces œuvres dans leur intégralité.

## Méthode de production

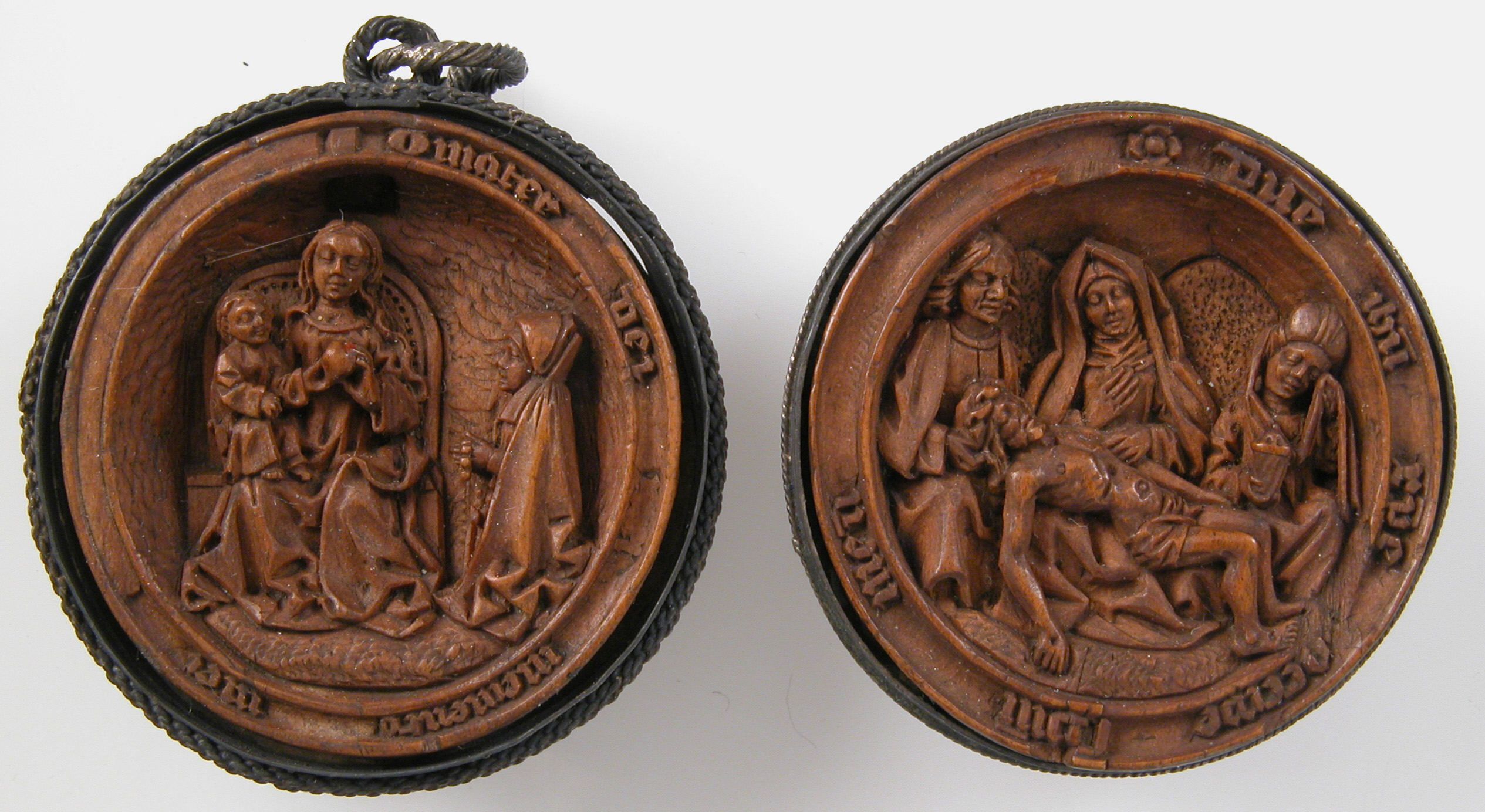
Grain de chapelet représentant la Prière du Rosaire et la Lamentation, début du XVIe siècle. Dimension : 3 cm. Metropolitan Museum of Art, New York.

Au XVIe siècle, le buis était utilisé comme alternative à l'ivoire, bien plus onéreux. Le buis est un bois dur et dense, résistant au fendillement, ce qui le rend idéal pour la sculpture. Poli ou fréquemment manipulé, il devient doux au toucher, ce qui explique en partie pourquoi les microsculptures n'étaient généralement pas peintes, une autre raison étant la difficulté de peindre d'aussi petits sujets. Certaines sculptures ont été peintes ultérieurement, peut-être dans le cadre d'une restauration.
Les outils utilisés pour sculpter ces miniatures étaient les mêmes que pour de plus grandes pièces, mais de taille réduite, et l'utilisation de loupes était nécessaire. Ces loupes étaient probablement les mêmes instruments que ceux utilisés par les joailliers de l'époque.
Pour réaliser un grain de chapelet, un bloc de bois était sculpté en forme de boule sur un tour, puis coupé en deux et évidé. Les deux moitiés étaient alors de nouveau attachées ensemble avec une charnière et un fermoir. Dans certains cas, le grain de chapelet était protégé par une coque en argent. Les microsculptures intérieures étaient réalisées à part et emboîtées ultérieurement, collées dans une niche ou fixées avec une cheville, ce qui les rend très fragiles.

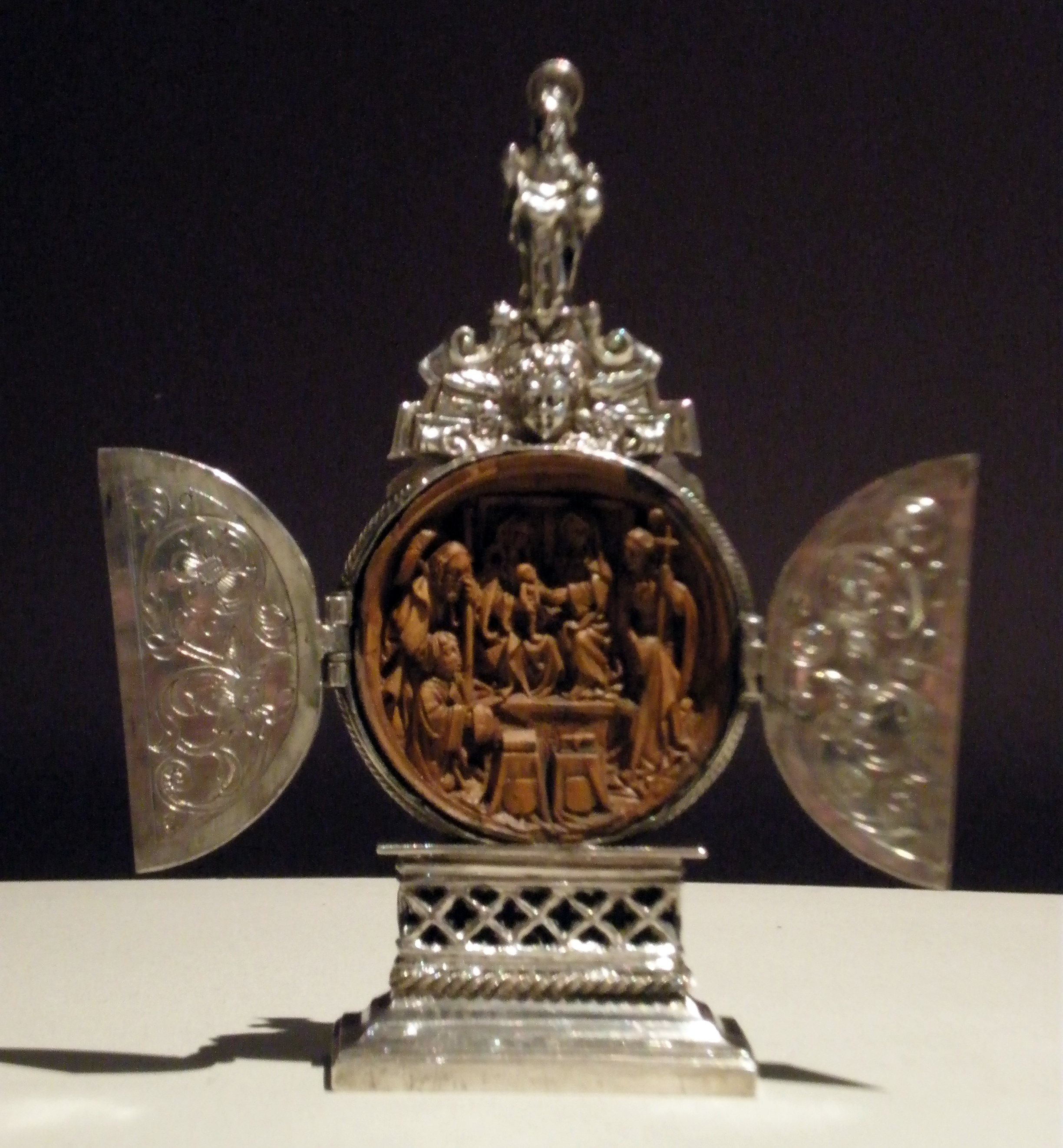
Retable miniature, buis et argent, vers 1500-1570. Dimension : 9,3 cm. Victoria and Albert Museum, Londres.

Le grain de chapelet du Jugement dernier et du Couronnement de la Vierge est un bon exemple de cette méthode d'emboitement. Des sections de la coque externe ont été retirées pour donner accès à l'intérieur, puis replacées une fois le travail achevé. Les scènes ont été sculptées dans plusieurs morceaux issus d'un seul bloc de bois puis emboitées avec des chevilles et collées à l'intérieur. Une trentaine de pointes sculptées individuellement sont insérées dans la voûte du plafond et autour du Christ pour représenter des rayons de lumière.

## Origines
L'origine des microsculptures est difficile à établir. La plupart des microsculptures sont attribuées aux artistes de la Renaissance nordique, situés aux Pays-Bas bourguignons et aux Pays-Bas des Habsbourg, vers la fin du XVe siècle et le début du XVIe siècle. Les experts ont longtemps pensé qu'elles provenaient des Pays-Bas méridionaux à cause des nombreuses similarités avec les retables flamands et brabançons, mais des recherches récentes ont identifié les premiers propriétaires qui se trouvaient plutôt dans les provinces du nord, en Hollande et en Zélande,. Il existe également quelques microsculptures italiennes et allemandes.
Seuls quelques artistes dans un petit nombre d'ateliers étaient capables de réaliser de telles œuvres d'art,. Par conséquent, les historiens pensent que ces objets de luxe étaient destinés à l'élite de la société : on sait qu'Henri VIII, Charles Quint et Albert V de Bavière possédaient de telles œuvres. Le blason du commanditaire apparaît parfois sur la sculpture. 

### Adam Dircksz
Jaap Leeuwenberg est le premier historien à considérer les microsculptures comme un ensemble homogène, de par leur thématiques similaires, leur style et les méthodes employées pour les réaliser. Sur cette base, il a attribué en 1968 une quarantaine de sculptures à un unique artiste,, dont le nom apparaît sur un grain de chapelet : « Adam Theodrici me fecit » que Leeuwenberg a traduit en hollandais par Adam Dircksz. Cette phrase peut être traduite en « Adam Dircksz m'a fait ». Des études ultérieures remettent en question ces attributions. La mention « me fecit » peut en effet également servir à désigner le commanditaire. De plus, l'historien hollandais Frits Scholten (en) a identifié un riche notable de Delft appelé Adam Dircksz qui pourrait avoir commandé la microsculpture pour son fils, chapelain d'une confrérie dédiée au culte de Notre-Dame des Sept Douleurs.  

### Collections
La plus ancienne collection de microsculptures connue est celle des ducs de Bavière, qui regroupait plusieurs œuvres. Au cours du XIXe siècle, plus d'une centaine de pièces ont refait surface chez les antiquaires de Paris, alors principal marché d'art médiéval. A cette époque, plusieurs collectionneurs renommés sont devenus propriétaires de microsculptures, notamment les britanniques Richard Wallace, Ferdinand de Rothschild et l'autrichien Frédéric Spitzer. Spitzer a fait réaliser des copies et a même fait modifier certaines œuvres, et quatre de ces pièces sont actuellement recensées. La collection du canadien Kenneth Thomson contenait la plus grande quantité de microsculptures en buis au monde, qui sont aujourd'hui hébergées à la Art Gallery of Ontario.  

## Iconographie

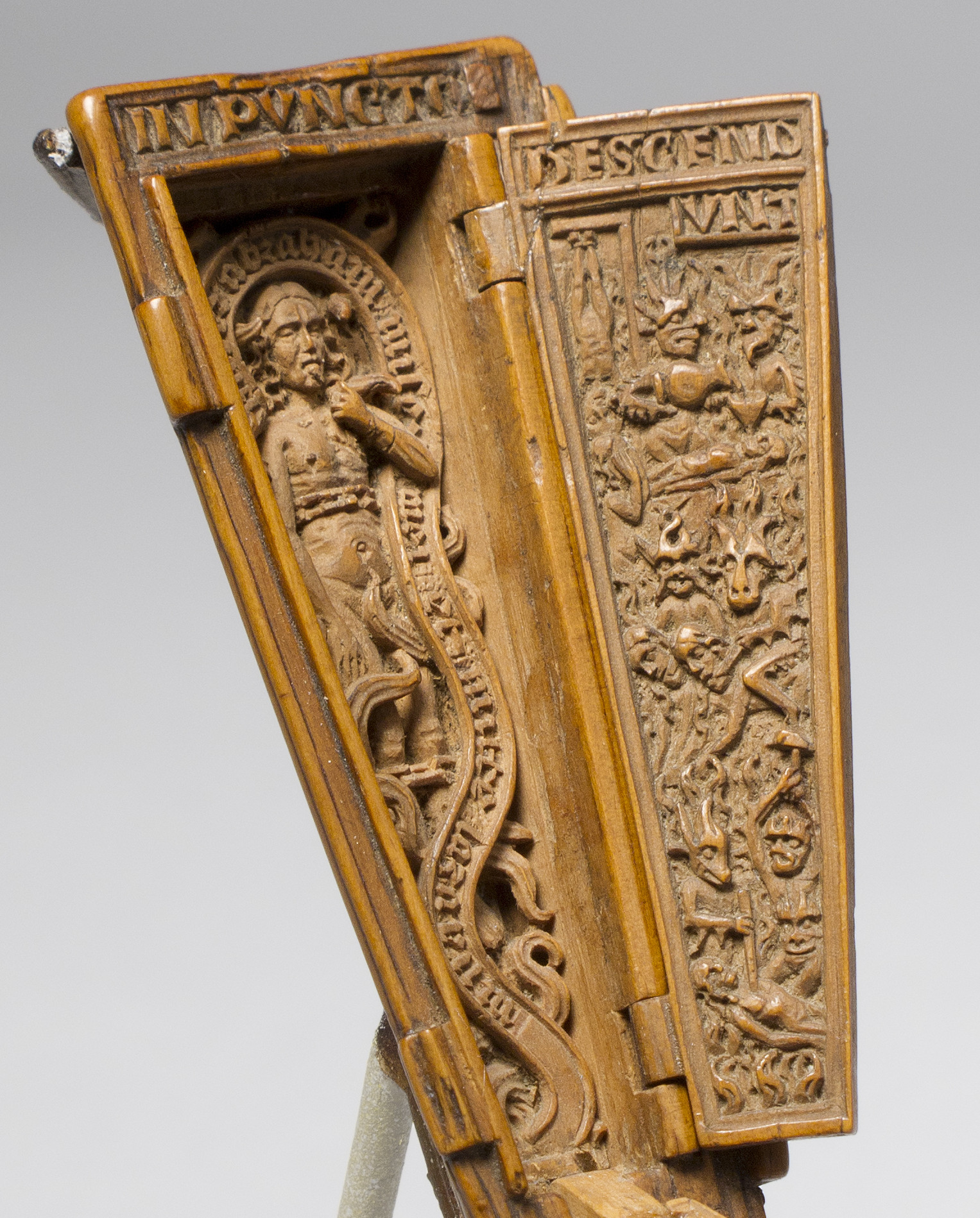
Mémento mori en forme de cercueil, vers 1500. Dimension : 10,1 cm. Metropolitan Museum of Art, New York.

Les microsculptures en buis s'inscrivent dans la tradition des sculptures chrétiennes, telles que les diptyques en ivoire, les statues de la Vierge Marie et les sculptures en relief. Elles ont un style similaire aux œuvres contemporaines, notamment les peintures flamandes et les retables, et certaines œuvres sont également influencées par la littérature contemporaine.
Elles mêlent des scènes de l'Ancien et du Nouveau Testament, principalement la Nativité et la Passion,, tout en variant la composition entre les différentes œuvres.

## Formats

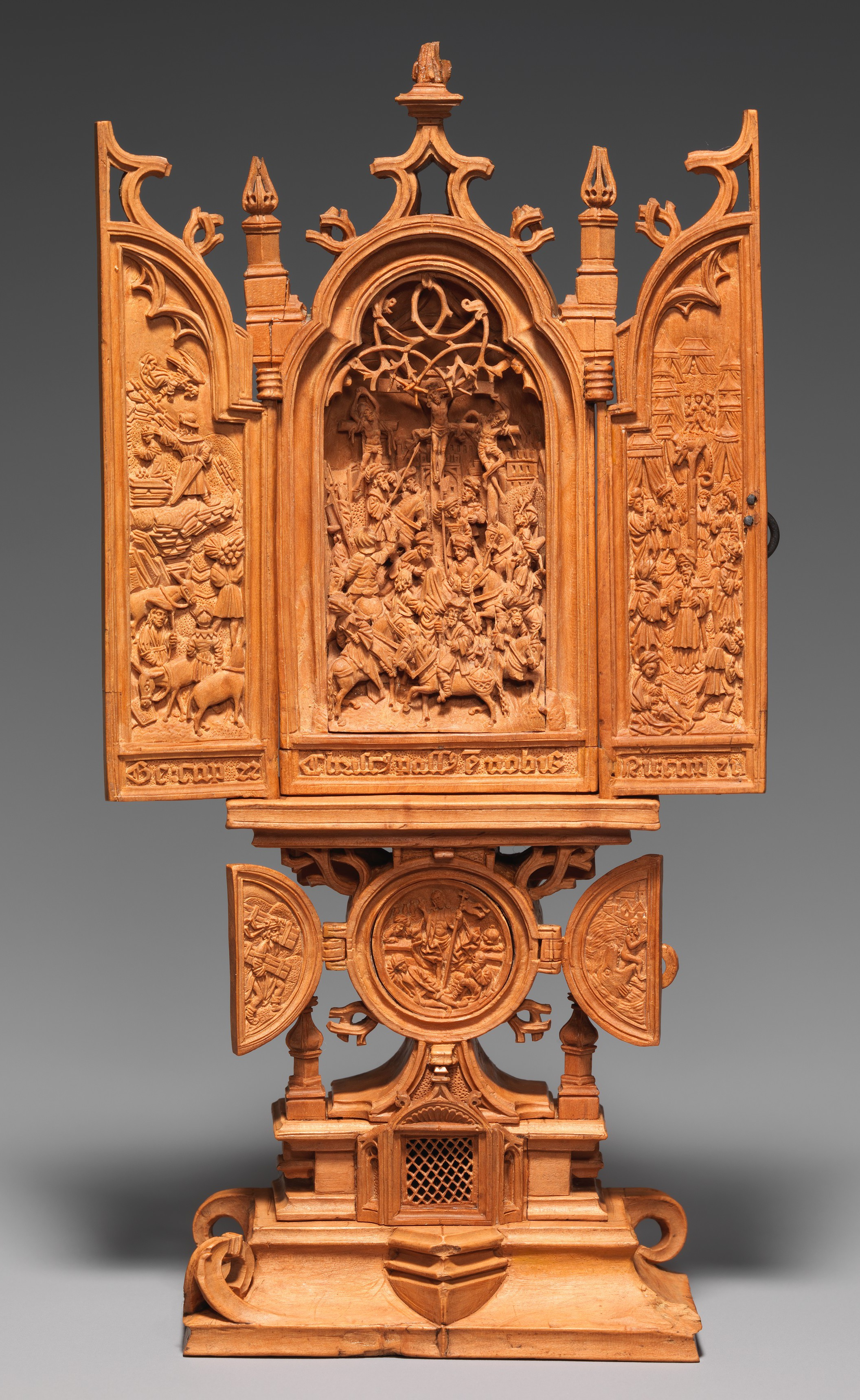
Retable miniature, début du XVIe siècle. Dimension : 15 cm. Metropolitan Museum of Art, New York.

La majorité des microsculptures en buis sont des grains de chapelet, combinant sculptures et remplages gothiques, avec parfois des inscriptions. Il existe également de nombreux polyptyques, principalement des retables, quelques statuettes, des pendentifs, des fioles de parfum, des cercueils et des crânes.
Les remplages décorant l'extérieur peuvent être regroupés en trois types : la superposition de cercles entrecroisés, la segmentation du dôme par de petits cercles, et une combinaison des deux premiers types.

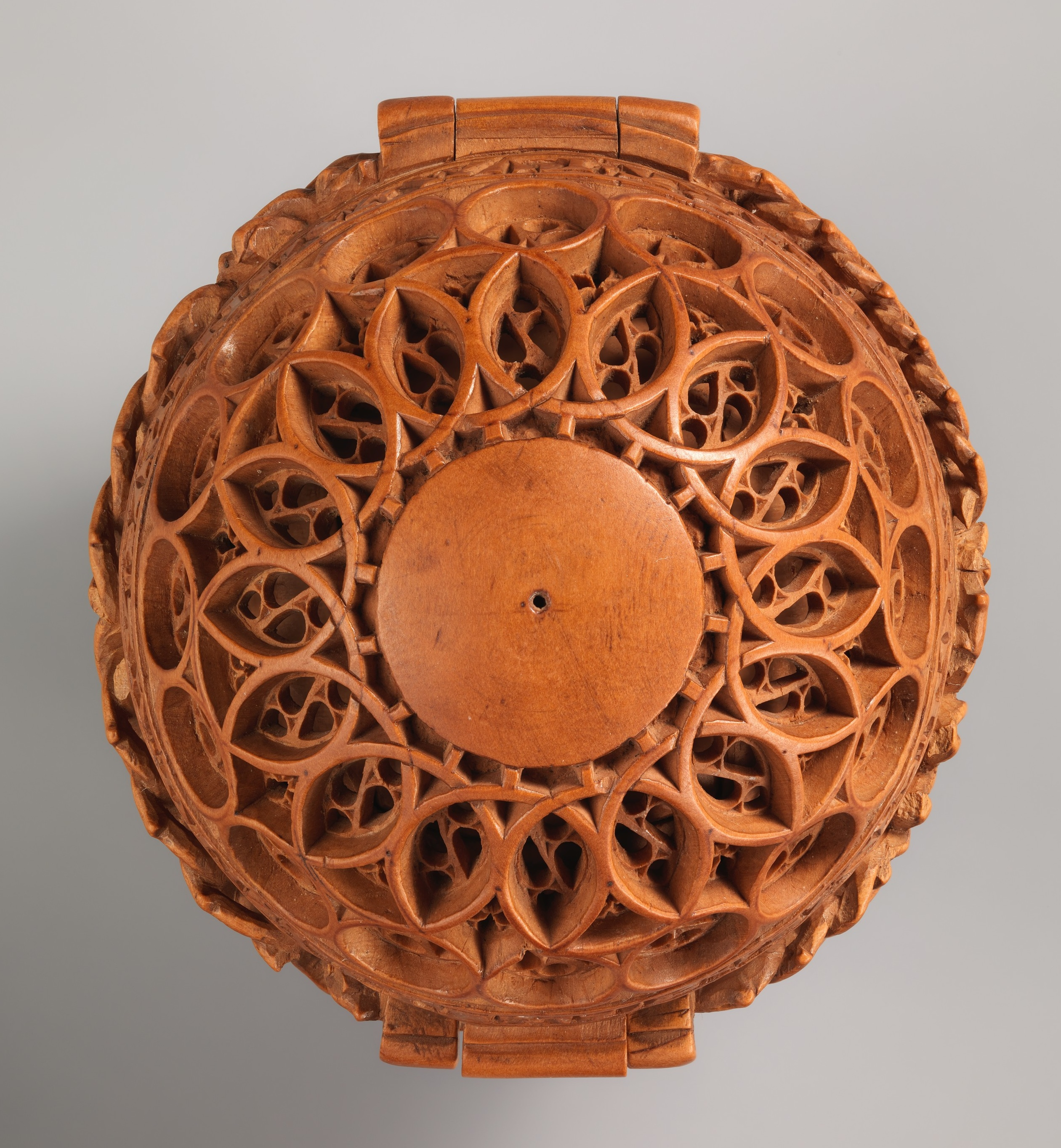
Extérieur d'un grain de chapelet, début du XVIe siècle. Dimension : 5,7 cm. Metropolitan Museum of Art, New York.
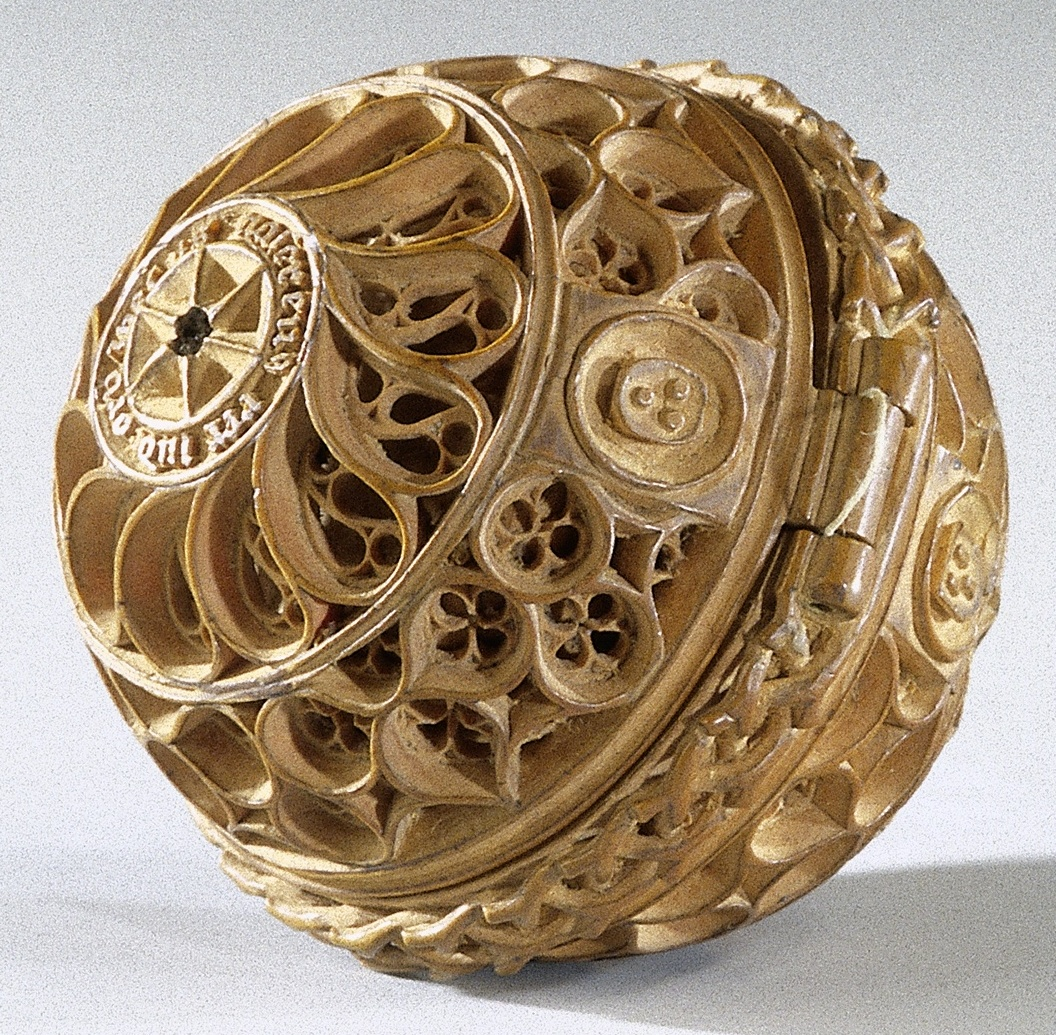
Extérieur d'un grain de chapelet, vers 1500-1530. Rijksmuseum, Amsterdam.

### Grains de chapelet
Les grains de chapelet en buis mesurent entre 30 et 65 mm, ont été sculptés en forme de pomme et décorés avec des remplages gothiques et des motifs floraux. On pouvait mettre du parfum à l'intérieur pour les utiliser comme pomme de senteur. Certains grains ont un anneau en bois pour permettre de les porter comme des bijoux. 
L'illustration centrale est généralement consacrée à la vie de Marie ou à la Passion. Les personnages sont habillés à la mode du XVIe siècle, avec un tel niveau de détails qu'on peut distinguer des bijoux et des boutons de vestes. Des inscriptions accompagnent parfois les scènes représentées. 
Il n'existe plus que deux chapelets en buis complets, composés d'un crucifix, de dix petits grains sculptés et d'un onzième grain plus gros qui s'ouvre pour révéler un intérieur sculpté.

### Polyptyques
La deuxième grande famille de microsculptures englobe les œuvres à plusieurs panneaux, tels que les retables, les tabernacles et les ostensoirs. Leur iconographie est similaire à celle des œuvres de taille normale, représentant habituellement le Christ portant la croix ou l'entrée de Jésus à Jérusalem, dans un style gothique très marqué par les représentations de la Passion et de la Mater dolorosa.
Les retables sont généralement constitués de trois éléments principaux : une structure externe, des sculptures intérieures, et une prédelle, base fixe ou amovible. Ces trois éléments peuvent eux-mêmes être composés de plusieurs morceaux, joints ou collés. Les panneaux sur charnière sont sculptés en bas-relief et entourés de petites décorations. Les plus gros éléments sont généralement sculptés dans un seul bloc de bois, et les petits morceaux y sont emboités et fixés ultérieurement.

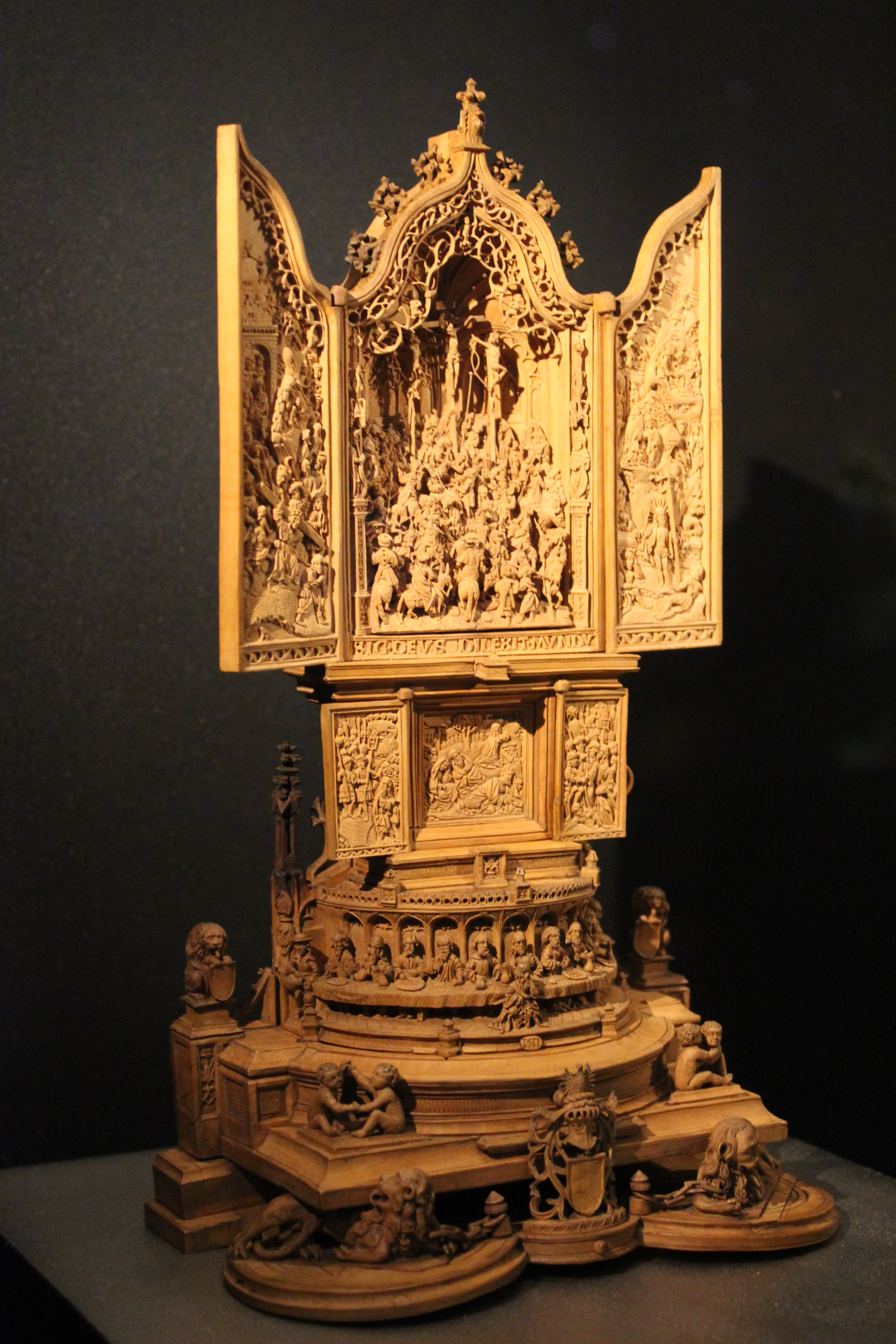
Retable miniature, 1511, British Museum, Londres.
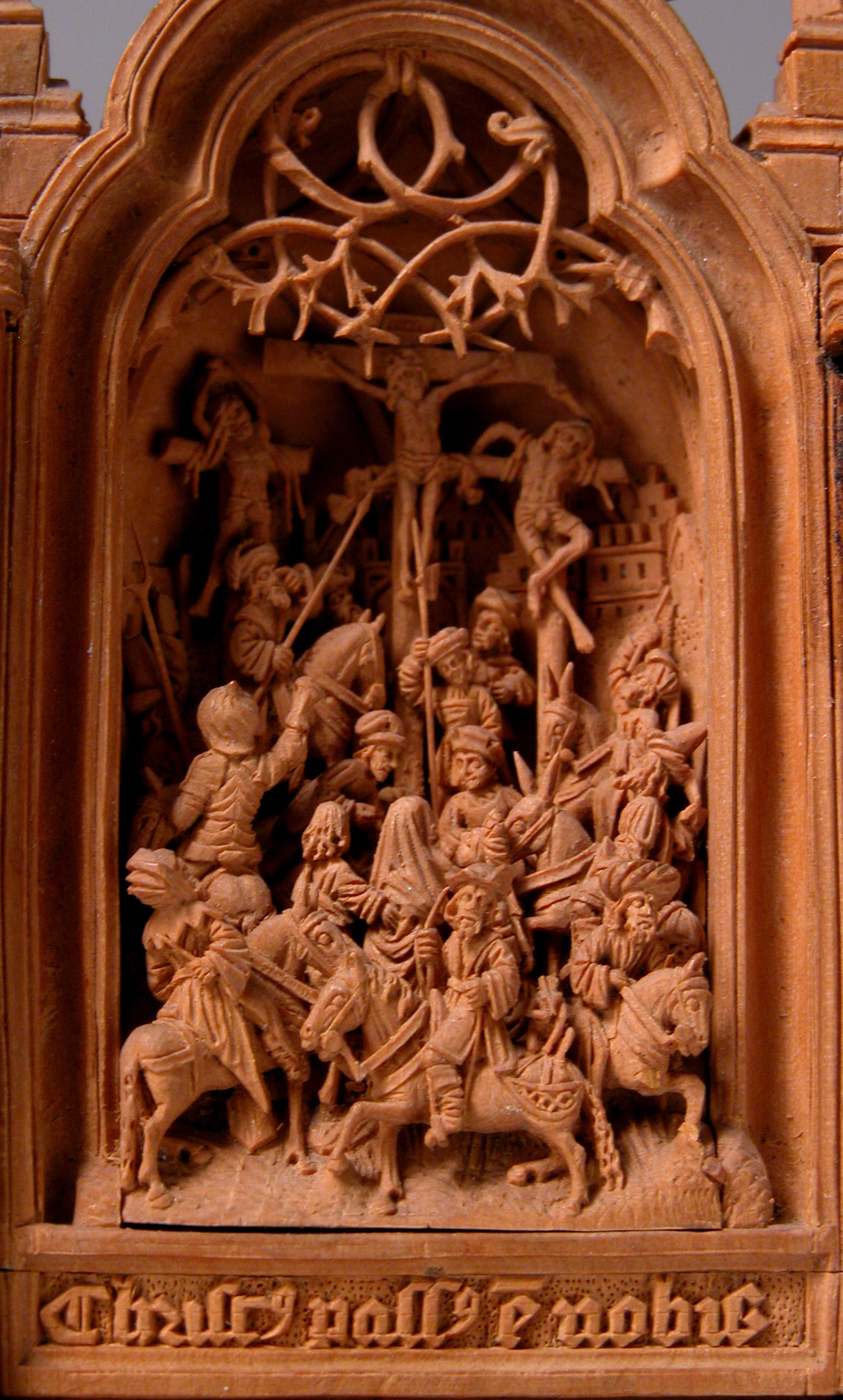
Retable miniature avec la Crucifixion (détail), début du xvie siècle. Dimension : 15 cm. Metropolitan Museum of Art, New York[55].